# 창산초등학교
창산초등학교는 대한민국 경상북도 영천시 금호읍 창산길 100-29 (원기리)에 있었던 공립 초등학교이다.

## 연혁
- 1949년 10월 11일 금호창산국민학교 개교
- 1981년 3월 5일 병설유치원 개원
- 1996년 3월 1일 창산초등학교로 개칭
- 2008년 2월 15일 제54회 졸업(졸업생 1명,총 졸업생 3161명)
- 2008년 3월 1일 금호초등학교로 통합

## 동문
희대의 사기꾼 조희팔의 모교